# Necturus alabamensis
Necturus alabamensis is salamander uit de familie olmachtigen (Proteidae). De soort werd voor het eerst wetenschappelijk beschreven door Paul Percy Viosca Jr. in 1937. Later werd de wetenschappelijke naam Necturus lödingi gebruikt.

## Algemeen
De salamander komt voor in de Verenigde Staten en enkel in de staat Alabama. De habitat bestaat uit kleine stroompjes leeft met rottende planten, takken en stenen op de bodem. Omdat de volwassen dieren veel juveniele kenmerken niet verliezen (neotenie), zoals de uitwendige kieuwen, is de soort sterk aan water gebonden en komt er nooit uit. Necturus alabamensis is nachtactief en verstopt zich overdag onder stenen om tijdens de schemering pas tevoorschijn te komen. Deze soort wordt ongeveer 22 centimeter lang waarvan de helft bestaat uit de staart.

## Uiterlijke kenmerken
De kleur is donkerbruin tot roodbruin en soms bijna zwart, sommige exemplaren hebben vlekken op het achterlijf, de buik is niet onvlekt. De staart is sterk zijdelings afgeplat, evenals het lichaam dat echter neerwaarts is afgeplat. Het is geen toeval dat deze soort iets sterker is afgeplat omdat de salamander meer de voorkeur lijkt te hebben om zich onder stenen te verbergen dan andere soorten. De vingerpunten zijn lichter van kleur en zoals alle soorten uit dit geslacht heeft ook deze aan zowel de voor- als achterpoten maar vier tenen. Mannetjes zijn van de vrouwtjes te onderscheiden door een dikkere onderzijde van de staartwortel

## Levenswijze
Hogere temperaturen worden niet gewaardeerd; in de zomer kent de salamander zelfs een minder actieve periode, in tegenstelling tot veel andere amfibieën die juist in de winter een rustperiode houden. Necturus alabamensis is 's nachts actief of als het regent en stormt en andere dieren juist wegkruipen. Het voedsel bestaat uit kleine waterdieren en ook regenwormen worden gegeten.